# Sommer-Paralympics 2024/Teilnehmer (Bahrain)
| stlisierte Goldmedaille | stlisierte Silbermedaille | stlisierte Bronzemedaille |
| ----------------------- | ------------------------- | ------------------------- |
| —                       | —                         | —                         |

Bahrain entsandte für die Paralympischen Spiele 2024 in Paris zwei Athleten.

## Teilnehmer

### Leichtathletik
| Athleten       | Klassifizierung | Wettbewerb | Vorlauf/Vorkampf | Vorlauf/Vorkampf | Halbfinale | Halbfinale | Finale     | Finale | Rang |
| Athleten       | Klassifizierung | Wettbewerb | Zeit/Weite       | Rang             | Zeit/Weite | Rang       | Zeit/Weite | Rang   | Rang |
| -------------- | --------------- | ---------- | ---------------- | ---------------- | ---------- | ---------- | ---------- | ------ | ---- |
| Frauen         |                 |            |                  |                  |            |            |            |        |      |
| Rooba Alomari  | F55             | Diskuswurf |                  |                  |            |            | 23,24 m    | 6      | 6    |
| Männer         |                 |            |                  |                  |            |            |            |        |      |
| Husain Mohamed | T11             | 400 m      | disqualifiziert  |                  |            |            |            |        |      |